# Remiestawa
Remiestawa (biał. Рэместава, ros. Ремество, ros. nazwa normatywna Реместово) – przystanek kolejowy w pobliżu miejscowości Remiestwa, w rejonie mścisławskim, w obwodzie mohylewskim, na Białorusi. Położony jest na linii Orsza - Krzyczew - Uniecza.